# Protaetia besucheti
Protaetia besucheti är en skalbaggsart som beskrevs av Alexis och Delpont 1996. Protaetia besucheti ingår i släktet Protaetia och familjen Cetoniidae. Inga underarter finns listade i Catalogue of Life.